# 渡辺令恵
渡辺 令恵（わたなべ ふみえ、1964年 - ）は日本の競技かるた選手（A級8段）。永世クイーン。東京都品川区生まれ。神奈川県横浜市育ち。鎌倉市在住。（2020年現在）相模女子大学卒。
鎌倉山かるた会所属。全日本クイーン戦11連覇・14期タイトルホルダー。優勝回数は120回を超える。かるたを取るスピードの速さにより「スピードの女王」とも呼ばれる。

## 略歴
祖父母、父が競技かるた選手の家系に生まれ10歳でかるたを始める。特に父親からは厳しい指導を受けた。
23歳にして全日本クイーン戦に初優勝。3連覇達成。一度失冠したが翌年復位し、その後11連覇を達成。女性最高位のクイーンを通算14回獲得し「永世クイーン」の称号を持つ。史上二人目の永世クイーンの称号を持った。これらの業績から、2003年には自身をモデルにしたテレビドラマ「かるたクイーン」が放送された。また、2002年にはNHKのにんげんドキュメントで11連覇に挑む姿が「100分の1秒に輝く　～かるたクイーン決定戦～」として取り上げられた。
2013年現在は神奈川トヨタ自動車（ディーラー）の広報室係長として勤務の傍ら、同社の社会貢献事業の一つとして競技かるたの指導を神奈川県内の学校等で行っている。また、父が主宰していたひさかた会を継承し、子供達やかるた愛好者の指導育成をしている。2015年より母校の相模女子大学にて「渡辺令恵杯かるた大会｣を開催している。
2015年11月17日、22歳年下の将棋棋士の吉田正和と結婚。2人の出会いは森内俊之の竜王就任式である。入籍時に妻の名字を選択し、吉田が渡辺姓となった。
2018年、鎌倉山かるた会を立ち上げ、小中学生の指導に当たっている。

## 著書
- DVDでわかる百人一首 競技かるた必勝のポイント（メイツ出版、2012年10月、ISBN 978-4780412215）